# Unsere Liebe Frau im Walde
Unsere Liebe Frau im Walde (italienisch Senale) ist ein Dorf in Südtirol und zusammen mit St. Felix eine der beiden Fraktionen der Gemeinde Unsere Liebe Frau im Walde-St. Felix. Ortsteile sind Malgasott, Obere und Innere. Der Wallfahrtsort liegt im oberen Nonstal südlich des von der SS 238 erschlossenen Gampenpasses in einer Seehöhe von 1350 Metern und wird zum Deutschnonsberg gezählt.

## Geschichte
Unsere Liebe Frau im Walde wird erstmals 1184 als ecclesia sancte Marie de Senali, 1321 als cascina (lat. für Käserei) und 1496 als zu unser lieben Frawen im Wald auf Nons erwähnt.
Unsere Liebe Frau im Walde gehörte bis zum Ende des Ersten Weltkriegs zur Grafschaft Tirol und damit zu Österreich-Ungarn. Mit dem Vertrag von Saint-Germain kam das Dorf 1920 zusammen mit dem Großteil Tirols südlich des Alpenhauptkamms zu Italien.  Als 1927 auf diesen ehemals österreichischen Gebieten die beiden Provinzen Bozen und Trient entstanden, wurde Unsere Liebe Frau im Walde wie auch die anderen Dörfer des Deutschnonsbergs der mehrheitlich italienischsprachigen Provinz Trient zugeschlagen. Im Zuge der faschistischen Gemeindereform wurden die Gemeinde im Jahr darauf aufgelöst und als Fraktion nach Fondo eingemeindet. Erst 1948 wurde Unsere Liebe Frau im Walde als nun wieder eigenständige Gemeinde in die Provinz Bozen bzw. Südtirol eingegliedert.
Von 1952 bis 1974 amtierte Romedius Weiss als Bürgermeister. 1974 erfolgte dann der Zusammenschluss mit St. Felix zur Gemeinde Unsere Liebe Frau im Walde-St. Felix.

## Sehenswürdigkeiten
- Die Wallfahrtskirche Maria Himmelfahrt im Ort wurde im 15. Jahrhundert im gotischen Stil gebaut und besitzt geschnitzte Barockaltäre und ein Gnadenbild Maria mit dem Kinde, in einem verglasten Rokokoschrein auf dem reich verzierten Hochaltar ausgestellt. Zugleich bestand hier ein mittelalterliches Hospital, das auf die frühere hohe Bedeutung der Verkehrsverbindung über das Gampenjoch zurückzuführen ist.[4]

- Am Ortsrand beginnt der Saurierweg – Triassic Parc. 1997 wurden zahlreiche Abdrücke prähistorischer Reptilien wie Rhyncosauroiden und Thekodontier gefunden. Die Funde stammen aus der Zeit vor 235 Millionen Jahren, als die Alpen noch lange nicht entstanden waren. Damals bestand die Landschaft dieser Gegend aus einer Insel und war vermutlich von Lagunen umgeben.[5]

## Bildung
In Unsere Liebe Frau im Walde gibt es eine Grundschule für die deutsche Sprachgruppe.